# Urodasys spirostylis
Urodasys spirostylis is een buikharige uit de familie Macrodasyidae. Het dier komt uit het geslacht Urodasys. Urodasys spirostylis  werd in 1974 voor het eerst wetenschappelijk beschreven door Schoepfer-Sterrer. 